# Georg von Wedell
Richard Georg von Wedell (* 17. Mai 1820 in Augustwalde, Landkreis Naugard; † 27. März 1894 in Leer (Ostfriesland)) war ein preußischer Generalleutnant.

## Leben

### Herkunft
Georg war der jüngste Sohn des preußischen Hauptmanns Wilhelm von Wedell (1772–1827) und dessen Ehefrau Friederike, geborene von Gregorski (1780–1851).

### Militärkarriere
Wedell besuchte die Kadettenhäuser in Kulm und Berlin. Anschließend wurde er am 5. August 1837 als Sekondeleutnant der Garde-Artillerie-Brigade  der Preußischen Armee überwiesen und absolvierte vom 1. Oktober 1837 bis 15. Juli 1839 die Vereinigte Artillerie- und Ingenieurschule. Zur weiteren Ausbildung folgte vom 1. Oktober 1843 bis 15. Juli 1846 als Premierleutnant (seit 10. Oktober 1842) die Kommandierung zur Allgemeinen Kriegsschule. Während des Feldzugs in Baden nahm Wedell mit der 7. Artillerie-Brigade an der Belagerung und Einnahme von Rastatt teil. 1850 kommandierte man ihn zur topographischen Abteilung des Großen Generalstabs. Zeitgleich mit der Beförderung zum Hauptmann trat er am 22. Juli 1852 in das 6. Artillerie-Regiment über, in dem er ab 1. Mai 1855 als Batteriechef fungierte. Von hier aus wurde Wedell am 13. Januar 1858 in den Großen Generalstab versetzt und am 12. Juli 1858 zum Major befördert. Zeitgleich war er vom 1. Oktober 1859 bis 1. Juli 1960 Lehrer der Kriegsgeschichte an der Allgemeinen Kriegsschule. Anschließend versetzte man ihn in den Generalstab der 16. Division. Nach seiner Beförderung zum Oberstleutnant am 17. März 1863 erfolgte am 12. August 1863 die Ernennung zum Kommandeur des I. Bataillons des Infanterie-Regiments Nr. 26.
Zwei Jahre später, ab dem 13. Juni 1865 wurde er Kommandeur des Infanterie-Regiments Nr. 17 und in dieser Position zum Oberst befördert. Nach nur zehn Monaten erfolgte am 3. April 1866 die Versetzung ins Kriegsministerium, wo er als Abteilungsleiter tätig war. Bei Ausbruch des Deutschen Krieges im Juni 1866 wurde er Kommandeur des Infanterie-Regiments Nr. 31. Er übernahm das Kommando auf dem Feldzug in Böhmen, sein Regiment gehörte zur 7. Division unter General von Fransecky. Der wichtigste Einsatz in diesem Krieg war in der Schlacht bei Königgrätz: Die 7. Division hielt im Kampf um den Swiepwald den Angriff von zwei österreichischen Armee-Korps auf. Der Kampf um den Swiepwald war einer der Schlüsselpunkte in der Schlacht. In diesem Kampf hatte das Regiment einen Verlust von zehn Offizieren und 208 Soldaten. Für die Leistungen in der Schlacht erhielt Wedell am 20. September 1866 den Orden Pour le Mérite.
Mit der Mobilmachung im Juli 1870 aus Anlass des Krieges gegen Frankreich erhielt Wedell das Kommando über die 38. Infanterie-Brigade (Regimenter Nr. 16 und Nr. 57), diese war Teil der 19. Infanterie-Division (Schwartzkoppen) im X. Armee-Korps (Voigts-Rhetz). Der erste Kampfeinsatz war in der Schlacht von Mars-la-Tour am 16. August 1870. Der Kampf begann als Angriff des deutschen III. Armee-Korps gegen französische Truppen, die von Metz in Richtung Verdun abzogen. Was als Angriff gegen die Nachhut der Franzosen geplant war, stellt sich als Kampf mit der Spitze von fünf kompletten Armee-Korps heraus. Weniger als 30.000 deutsche Soldaten standen hier fast 130.000 Franzosen gegenüber. Wedell war mit seiner Brigade auf dem Weg zur Maas, um die vermeintlich abziehende Armée du Rhin dort abzufangen, wurde dann aber als Verstärkung nach Mars-la-Tour geschickt. Dort kam er nach einem Tagesmarsch von fast 12 Stunden gegen 16 Uhr an. Wedell erhielt den Angriffsbefehl auf die Flanke der französischen Armee. Da keine Aufklärung erfolgt war und das hügelige Gelände keine gute Übersicht erlaubte, führte dieser Angriff nicht auf die Flanke, sondern genau auf das Zentrum des französischen IV. Korps (Ladmirault). Seine beiden Regimenter gerieten beim Angriff auf die Höhen von Bruville dabei ins Kreuzfeuer zweier französischer Divisionen (Grenier und Cissey).
Innerhalb von weniger als 30 Minuten erlitten seine Regimenter einen Verlust von 73 Offizieren und 2543 Mann, darunter über 400 Gefangene und mussten sich völlig geschlagen zurückziehen. Unter den Gefallenen waren auch die beiden Regimentskommandeure. Die Soldaten hatten es dabei noch nicht einmal geschafft, die französischen Truppen in Schussreichweite ihrer Gewehre zu bekommen. Nur einem Kavallerieangriff der Garde-Dragoner zur Entlastung war es zu verdanken, dass die Regimenter nicht völlig aufgerieben wurden, sondern sich vom Gegner lösen konnten. Ein Gegenangriff der Franzosen wurde nur mit einer Brigade ausgeführt und konnte deshalb zurückgeschlagen werden, als die Franzosen dabei in die Reichweite der deutschen Gewehre kamen. Wedell selbst war verwundet und sein Pferd war unter ihm weggeschossen worden.
Nach der Schlacht blieb Wedell mit dem Rest seiner Brigade in der Schlacht bei Gravelotte in Reserve und blieb dann bis Ende Oktober 1870 als Teil der Belagerung von Metz. Hierbei nahm er noch an der Schlacht von Noisseville teil. Nach dem Fall von Metz am 27. Oktober 1870 ging Wedell mit der 2. Armee unter Friedrich Karl von Preußen in den Raum südlich von Paris an die Loire. Hier hatte die neue französische Regierung die Loirearmee aufgestellt. Diese Armee war den deutschen Truppen zahlenmäßig weit überlegen, bestand jedoch zu einem großen Teil aus Freiwilligen und Reservisten, wenigen Soldaten und Versprengten. Um diese Armee abzufangen und damit die Belagerung von Paris abzusichern, marschierten die deutschen Truppen in Eilmärschen von ca. 25 km pro Tag in Richtung Loire.
Am 28. November 1870 kam es hier zur Schlacht bei Beaune-la-Rolande. Zwei französische Korps mit zusammen 60.000 Soldaten griffen nacheinander drei deutsche Brigaden an. Die 38. Infanterie-Brigade unter Wedell sollte den Ort Beaune-la-Rolande halten. Im Ort standen zu diesem Zeitpunkt lediglich 13 Kompanien mit zusammen ca. 1200 Mann. Während der Kämpfe setzen die Männer des Infanterie-Regiments Nr. 57 sogar die notdürftig errichteten Barrikaden in Brand, um den Angriff zurückzuschlagen. Während der Schlacht verbrauchten die deutschen Soldaten bis zum frühen Nachmittag fast ihre gesamte Munition und wurden erst durch Verstärkungen von der 5. Infanterie-Division gerettet. Bei Mars-la-Tour war Wedell der 5. Infanterie-Division unter Ferdinand von Stülpnagel zur Hilfe gekommen, bei Beaune-la-Rolande war es umgekehrt. Durch die Schlacht war der rechte Flügel der Loirearmee zurückgeworfen worden. Für die erfolgreiche Verteidigung von Beaune-la-Rolande erhielt Wedell die beiden Klassen des Eisernen Kreuzes und das Eichenlaub zum Orden Pour le Mérite.
Er nahm im Dezember 1870 noch an der Schlacht von Orléans teil, erkrankte jedoch im Januar 1871, so dass er seine Truppen in der Schlacht bei Le Mans nicht führen konnte.
Nach dem Friedensschluss gehörte Wedell mit seiner Brigade noch zur Besatzungstruppe in Frankreich. Im November 1873 übernahm er dann die 4. Division in Bromberg. In dieser Verwendung erfolgte im Dezember 1873 die Beförderung zum Generalleutnant. Am 4. April 1874 schied Wedell aus dem aktiven Dienst aus. Er wurde zu den Offizieren von der Armee versetzt und am 2. Januar 1875 auf sein Abschiedsgesuch hin unter Verleihung des Sterns zum Roten Adlerorden II. Klasse mit Eichenlaub mit Pension zur Disposition gestellt.
Im Jahre 1879 wurde er in die Frankfurter Freimaurerloge „Sokrates zur Standhaftigkeit“ aufgenommen. Später nahm er seinen Wohnsitz in Leer (Ostfriesland), wo er am 27. März 1894 starb.

### Familie
Wedell heiratete am 27. September 1877 in Iserlohn Maria Lohse (1844–1903). Die Ehe blieb kinderlos.